# Charles West (5e baron De La Warr)
Pour les articles homonymes, voir Charles West et West.
Charles West, 5e baron De La Warr (février 1626-22 décembre 1687) est un noble anglais. Il est également décrit comme le baron Delaware.

## Biographie
Il est né en février 1626, fils d'Henry West, 4e baron De La Warr et d'Isabella, première fille et héritière de Sir Thomas Edmondes, trésorier de la maison .
Le 25 septembre 1642, il épouse Anne, fille de John Wilde (en) de Droitwich .
Il est décédé le 22 décembre 1687 . Son fils aîné, Charles West (1645-1684) étant décédé avant lui  il est remplacé par son fils John West (6e baron De La Warr).